# Jacques Maghoma
Jacques Ilonda Maghoma (Lubumbashi, 23 de outubro de 1987) é um futebolista profissional congolês que atua como meia.

## Carreira
Jacques Maghoma representou o elenco da Seleção da República Democrática do Congo de Futebol no Campeonato Africano das Nações de 2017.